# Comit de Torres
Comit de Torres (? - 1218) fou fill de Barisó II de Torres i va succeir com a jutge de Torres a son germà Constantí II de Torres. Es va casar amb Ispella d'Arborea de la que es va divorciar el 1203 i es va casar llavors amb Agnès, filla del marquès Manfred II de Saluzzo i Alàsia de la casa dels Montferrat, que li va sobreviure almenys un any. Va deixar cinc fills: Marià II de Torres, Preciosa, Maria (casada el 1202 amb Bonifaci de Saluzzo, morta vers 1215), Jordina (casada amb Manel Dòria, morta després del 1210) i Isabel·la (dona de Lanfranco Spinola, morta passat el 1233). Els tres primers eren fills de la primera dona i les altres dos de la segona.